# 離れてても家族
「離れてても家族」（はなれててもかぞく）は、きいやま商店の初の配信限定シングルであり、シングルとしては2作目となる。2017年2月1日配信開始。発売元は、フライング・ハイ。

## 解説
グループにとって初の配信限定シングル、シングルとしては約2年6カ月ぶりに発売された。また、2017年1月1日にYouTubeにて、プロモーション・ビデオのショートバージョンが先行公開された。その後、7枚目のアルバム「オーシャンOKINAWA」の発売が告知された日より、PVのフルバージョンが公開された。
「幸せ近くにありました」、「父ちゃんの歌」、「ロックンロールびーちゃー」に続く、リョーサとマストの家族について歌われた曲である。ラジオのレギュラー番組『きいやま商店SHOW』の番組内に「速効即興」という、与えられたお題にメンバーがその場で作詞作曲をし披露する、というコーナーがあるが、そのコーナーで曲の元になるものが出来、そこからアルバム制作の向けて、形になった曲である。メンバーもインタビューで「こういった赤裸々な歌詞も、きいやま商店だからこそなり得るのかなと思う。」と答えている。
東日本と西日本では評価が分かれる楽曲と言われており、メンバーも「母親に聴かせたら笑っていた」、「沖縄に（夫婦が別居することは）よくある話だから、地元ライブだと笑ってくれる。」、「でも、東京のお客さんはあまり沸かない（笑いが起きない）。」と言っている。
歌の舞台となった「スナック リスボン」は、2023年4月30日をもって51年間の営業を終了した。現在は「Bar リスボン」として、2023年10月23日にリニューアルオープンしている。
2017年3月8日付の週刊 USEN HITS インディーズ・チャートにて、第10位。
沖縄音楽配信サイト「沖縄ちゅらサウンズ」にて、配信週間ランキング（総合）にて、3週連続第1位。

## 収録曲
作詞・作曲・編曲：きいやま商店
1. 離れてても家族

## 収録アルバム
オーシャンOKINAWA（ボーナス・トラックとして収録）
きいやま商店 ザ・ベスト 〜この歌届け〜